# Horndrager (slægt)
 For alternative betydninger, se Horndrager. (Se også artikler, som begynder med Horndrager)
Horndrager (Anacamptis) er en slægt blandt orkideerne. Det er stauder, som er udbredt i Nordafrika, Mellemøsten, Kaukasus, Centralasien og Europa. I Danmark findes to arter. De har sammenvoksede bægerblade, modsat den nærtstående slægt, Orchis. 
| Beskrevne arter |

- Horndrager (Anacamptis pyramidalis)
- Salepgøgeurt (Anacamptis morio)

| Andre arter |

- Anacamptis boryi
- Anacamptis champagneuxii
- Anacamptis collina
- Anacamptis coriophora
- Anacamptis fragrans
- Anacamptis israelitica
- Anacamptis laxiflora
- Anacamptis longicornu
- Anacamptis palustris
- Anacamptis papilionacea
- Anacamptis picta
- Anacamptis robusta
- Anacamptis sancta
- Anacamptis syriaca